# Stećak
Stećak ([stetɕak]; plurale: Stećci [stetɕtsi]) è il nome che identifica delle pietre tombali monumentali risalenti al Medioevo che si trovano sparse in Bosnia ed Erzegovina e in alcune zone delle odierne Croazia, Montenegro e Serbia nelle zone che erano comprese nei confini del Regno di Bosnia. Ne sono stimate circa 60.000 in Bosnia ed Erzegovina e altre 10.000 nei paesi vicini.
Le pietre iniziarono ad apparire nel corso dell'XI secolo, per raggiungere la massima diffusione nel XIV e XV secolo, prima di scomparire sotto la dominazione ottomana. La loro origine è considerata valacca Altri dicono che si trattava di una tradizione della chiesa bosniaca per fedeli sia cattolici che ortodossi. Gli epitaffi riportati sulle pietre sono scritti in alfabeto cirillico bosniaco ("Bosančica" [bosaŋtʃitsa]). La più ampia collezione di Stećak si trova presso la città di Radimlja, in Erzegovina.

## Siti del Patrimonio mondiale dell'UNESCO
Dal 15 luglio 2016 28 siti cimiteriali di pietre tombali stećci in Bosnia ed Erzegovina e nei tre paesi confinanti sono stati iscritti nella lista del Patrimonio dell'umanità dell'UNESCO.
| Numero   | Sito                                   | Località     | Stato                | Area protetta (ha) | Zona di rispetto (ha) | Coordinate                  | Immagine |
| -------- | -------------------------------------- | ------------ | -------------------- | ------------------ | --------------------- | --------------------------- | -------- |
| 1504-001 | Radimlja                               | Stolac       | Bosnia ed Erzegovina | 1,48               | 51,22                 | 43°05′31.92″N 17°55′26.76″E |          |
| 1504-002 | Grčka glavica nel villaggio di Biskup  | Konjic       | Bosnia ed Erzegovina | 0,26               | 2,34                  | 43°29′48.12″N 18°07′18.12″E |          |
| 1504-003 | Kalufi a Krekovi                       | Nevesinje    | Bosnia ed Erzegovina | 1,99               | 9,98                  | 43°18′47.52″N 18°11′47.4″E  |          |
| 1504-004 | Borak nel villaggio di Burati          | Rogatica     | Bosnia ed Erzegovina | 3                  | 4,6                   | 43°50′12.84″N 18°53′04.2″E  |          |
| 1504-005 | Maculje                                | Novi Travnik | Bosnia ed Erzegovina | 0,6                | 17,23                 | 44°03′02.16″N 17°40′30″E    |          |
| 1504-006 | Dugo polje presso Blidinje             | Jablanica    | Bosnia ed Erzegovina | 0,65               | 35,02                 | 43°39′47.52″N 17°32′35.16″E |          |
| 1504-007 | Gvozno                                 | Kalinovik    | Bosnia ed Erzegovina | 0,27               | 7,1                   | 43°33′27.72″N 18°26′17.88″E |          |
| 1504-008 | Grebnice a Radmilovića Dubrava, Baljci | Bileća       | Bosnia ed Erzegovina | 1,18               | 2,5                   | 42°54′16.56″N 18°27′51.84″E |          |
| 1504-009 | Bijača                                 | Ljubuški     | Bosnia ed Erzegovina | 0,22               | 4,7                   | 43°07′44.76″N 17°35′36.96″E |          |
| 1504-010 | Olovci                                 | Kladanj      | Bosnia ed Erzegovina | 0,06               | 4,32                  | 44°17′16.08″N 18°38′52.08″E |          |
| 1504-011 | Mramor a Musići                        | Olovo        | Bosnia ed Erzegovina | 0,51               | 5,45                  | 44°06′25.92″N 18°31′14.88″E |          |
| 1504-012 | Kučarin a Hrančići                     | Goražde      | Bosnia ed Erzegovina | 2,38               | 11,86                 | 43°40′57.36″N 18°45′33.84″E |          |
| 1504-013 | Boljuni                                | Stolac       | Bosnia ed Erzegovina | 1,06               | 1,35                  | 43°01′40.44″N 17°52′29.28″E |          |
| 1504-014 | Dolovi nel villaggio d'Umoljani        | Trnovo       | Bosnia ed Erzegovina | 22,38              | 31,56                 | 43°39′18.36″N 18°14′13.2″E  |          |
| 1504-015 | Luburića polje                         | Sokolac      | Bosnia ed Erzegovina | 3                  | 4,6                   | 43°57′28.44″N 18°50′34.44″E |          |
| 1504-016 | Potkuk a Bitunja                       | Berkovići    | Bosnia ed Erzegovina | 1,06               | 5,1                   | 43°06′36″N 18°07′44.4″E     |          |
| 1504-017 | Bečani                                 | Šekovići     | Bosnia ed Erzegovina | 0,39               | 2,1                   | 44°19′40.08″N 18°50′41.64″E |          |
| 1504-018 | Mramor a Vrbica                        | Foča         | Bosnia ed Erzegovina | 2,22               | 2,79                  | 43°23′25.08″N 18°56′35.16″E |          |
| 1504-019 | Čengića Bara                           | Kalinovik    | Bosnia ed Erzegovina | 0,38               | 1,9                   | 43°25′14.88″N 18°24′07.2″E  |          |
| 1504-020 | Ravanjska Vrata                        | Kupres       | Bosnia ed Erzegovina | 1,51               | 21                    | 43°51′47.88″N 17°18′45.72″E |          |
| 1504-021 | Velika e Mala Crljivica                | Cista Provo  | Croazia              | 2,06               | 8,02                  | 43°30′55.44″N 16°55′37.92″E |          |
| 1504-022 | Santa Barbara a Dubravka               | Konavle      | Croazia              | 0,17               | 9,63                  | 42°32′30.48″N 18°25′20.64″E |          |
| 1504-023 | Grčko groblje                          | Žabljak      | Montenegro           | 0,1                | 7,49                  | 43°05′41.28″N 19°08′57.12″E |          |
| 1504-024 | Bare Žugića                            | Žabljak      | Montenegro           | 0,42               | 3,01                  | 43°06′27.36″N 19°10′05.16″E |          |
| 1504-025 | Grčko groblje                          | Plužine      | Montenegro           | 0,05               | 0,77                  | 43°20′30.12″N 18°51′26.28″E |          |
| 1504-026 | Mramorje a Perućac                     | Bajina Bašta | Serbia               | 0,55               | 17,85                 | 43°57′28.08″N 19°25′49.08″E |          |
| 1504-027 | Mramorje a Rastište                    | Bajina Bašta | Serbia               | 0,33               | 23                    | 43°56′44.88″N 19°21′12.96″E |          |
| 1504-028 | Grčko groblje a Hrta                   | Prijepolje   | Serbia               | 0,87               | 24,75                 | 43°17′56.04″N 19°37′27.84″E |          |